# Всеобщие выборы в Кении (2022)
Всео́бщие вы́боры в Ке́нии прошли 9 августа 2022 года. Был избран президент, члены Национальной ассамблеи и Сената, губернаторы округов и члены ассамблей 47 округов.

## Предыстория
Согласно конституции Кении требуется, чтобы всеобщие выборы членов парламента проводились во второй вторник августа каждого пятого года, исходя из этого факта всеобщие выборы назначены на 9 августа 2022 года. Если Кения будет находиться в состоянии войны, то выборы могут быть отложены, если резолюция об этом принята в двух палатах парламента не менее чем двумя третями всех членов палаты. Такая резолюция может отсрочить проведение выборов на срок до шести месяцев и может приниматься несколько раз при условии, что отсрочка в совокупности не превышает 12 месяцев.
Конституция требует, чтобы президентские выборы проводились одновременно с всеобщими выборами. В том маловероятном случае, если до следующих всеобщих выборов должность президента станет вакантной и должность вице-президента также станет вакантной (который должен был бы занять должность президента), президентские выборы могут быть проведены в более ранний срок. Согласно конституции в таких обстоятельствах выборы должны быть проведены в течение шестидесяти дней после возникновения вакансии на должность президента. Действующий президент Ухуру Кениатта не имеет права баллотироваться на третий срок из-за ограничения двумя сроками в конституции Кении.
В апреле 2022 года округ Марсабит и прилегающие районы стали центром засухи в Восточной Африке, где полмиллиона человек оказались на грани голода. Правительство Кении под руководством Ухуру Кениатты подвергалось критике за медленную и неэффективную реакцию.

## Избирательная система
Президент Кении избирается по модифицированной версии двухтуровой системы: для победы в первом туре кандидат должен получить более 50 % голосов и не менее 25 % голосов как минимум в 24 из 47 округов.
Парламент Кении состоит из двух палат: Сената (верхняя палата) и Национальной ассамблеи (нижняя палата). 337 членов Национальной ассамблеи избираются двумя способами: 290 человек избираются в одномандатных округах по мажоритарной системе голосования. Остальные 47 зарезервированы для женщин и избираются по одномандатным округам на основе 47 округов, также с использованием системы мажоритарного голосования. 67 членов Сената избираются четырьмя способами: 47 избираются в одномандатных округах на основе округов путем голосования по принципу первого прошедшего. Затем партиям выделяют 16 мест для женщин, два для молодежи и два для инвалидов в зависимости от их доли мест. Члены окружных ассамблей избираются от 1450 избирательных округов.

## Кандидаты в президенты
По состоянию на июнь 2022 года допущены четыре кандидата и их напарники. Выдвижение Уолтера Монгаре Ньямбане на должность президента было отозвано после того, как выяснилось, что его образование не было получено в признанном университете, как того требует закон. Окончательный список кандидатов в президенты:
- Дэвид Вайхига Мвауре, лидер партии «Договорённость»;
- Джордж Ваджакоя, лидер Партии корней Кении;
- Раила Одинга, бывший премьер-министр Кении (2008—2013) и лидер Оранжевого демократического движения[10];
- Уильям Руто, действующий вице-президент Кении (с 2013 года по настоящее время) и лидер Объединённого демократического альянса[11].

### Независимые кандидаты
2 мая 2022 года полный список из 47 независимых кандидатов был представлен Независимой комиссии по выборам и установлению границ.
13 мая 2022 года Независимая комиссия по выборам и установлению границ обнародовала имена 38 претендентов, которые были приняты. Комиссия заявила, что кандидаты должны были представить свою символику для облегчения идентификации избирателями в день голосования.

### Отклоненные кандидатуры
Следующие лица отказались баллотироваться в качестве кандидатов в президенты и поддержали Раилу Одингу:
- Калонзо Мусьока, бывший вице-президент Кении (2008—2013) и лидер Демократического движения дворников[14];
- Мухиса Китуйи, бывший генеральный секретарь (2013—2021) Конференции Организации Объединённых Наций по торговле и развитию.

Следующие лица отказались баллотироваться в качестве кандидатов в президенты и поддержали Уильяма Руто:
- Мусалия Мудавади, бывший вице-президент Кении (2002—2003) и лидер Национального конгресса за мир[15];
- Мозес Куриа, лидер Лейбористской партии Кении[15];
- Уильям Кабого, лидер Кенийской партии Туджибе[15];
- Мозес Ветангула, лидер партии «Форум за восстановление демократии — Кения»[15].